# غاريغولاس
بلدية غاريغولاس (بالإسبانية: Garrigolas) هي بلدية تقع في مقاطعة جرندة التابعة لمنطقة كتالونيا شمال شرق إسبانيا.

## الديموغرافيا
بلغ عدد سكان بلدية غاريغولاس 164 نسمة عام 2011 (وفقاً للمعهد الوطني الإسباني للإحصاء).
| 149 | 151 | 150 | 156 | 166 | 160 | 164 |